# 运河街 (曼彻斯特)
运河街（Canal Street）是英格兰西北部曼彻斯特市中心的一条步行街，沿着Rochdale 运河的西侧，布满同志酒吧和餐馆，是曼彻斯特同志村的中心，布满来自全世界的同志游客。这条街的北到 Minshull街，南到公主街。也是欧洲最成功的同志村。
运河街开辟于1804年开挖Rochdale 运河以后。1960年代以后运河航运衰退和棉纺织业衰退，该区沦落为红灯区。

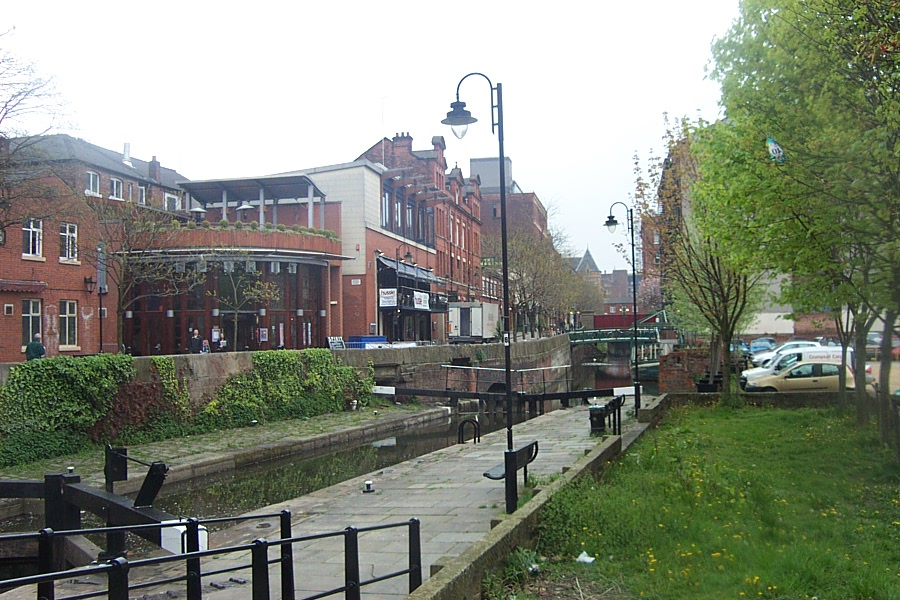

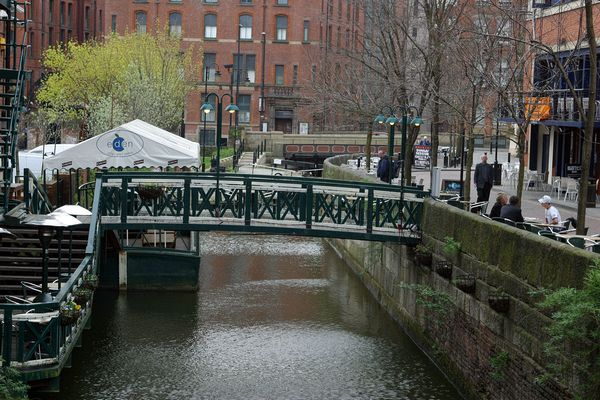
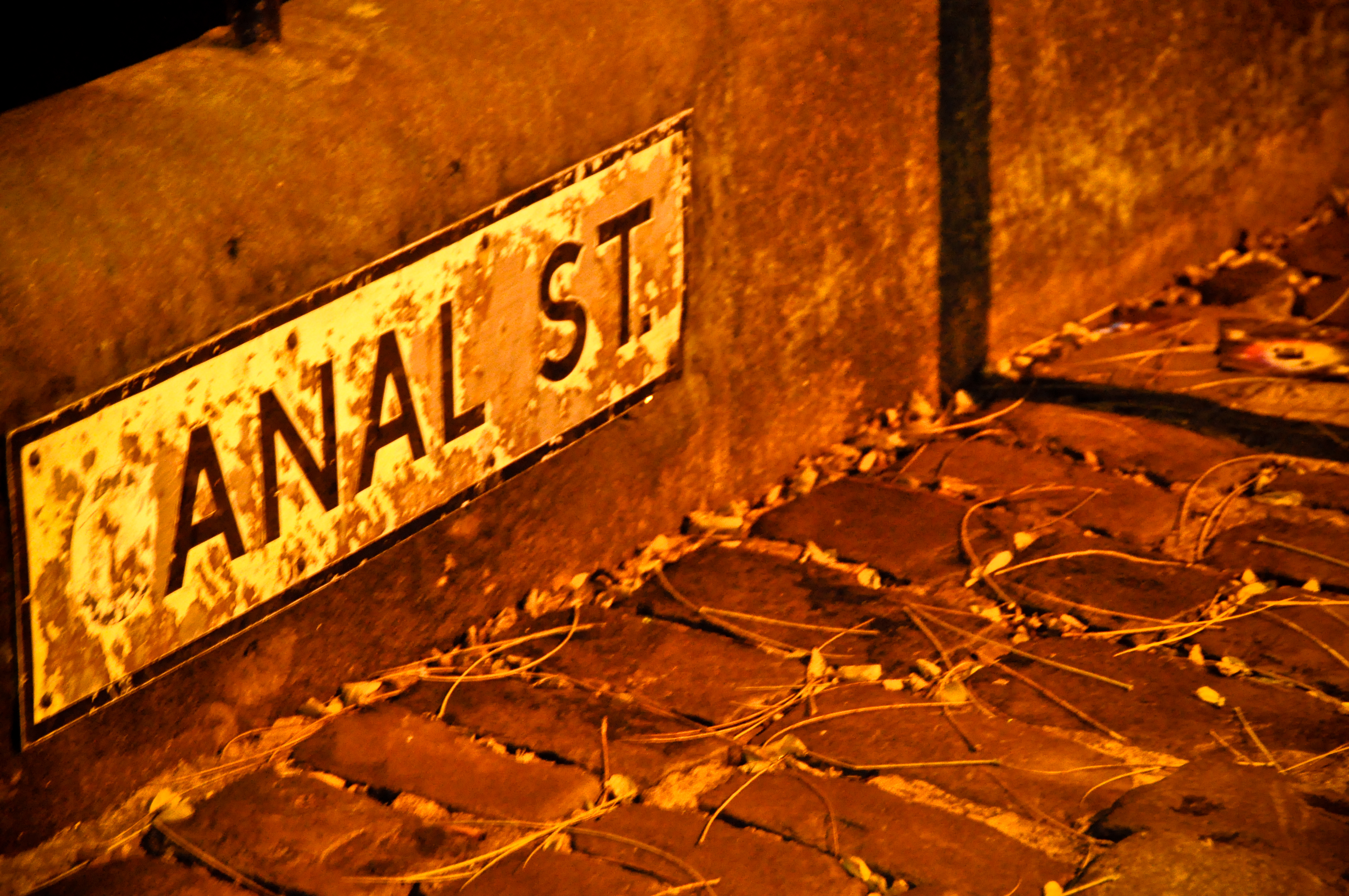
路牌
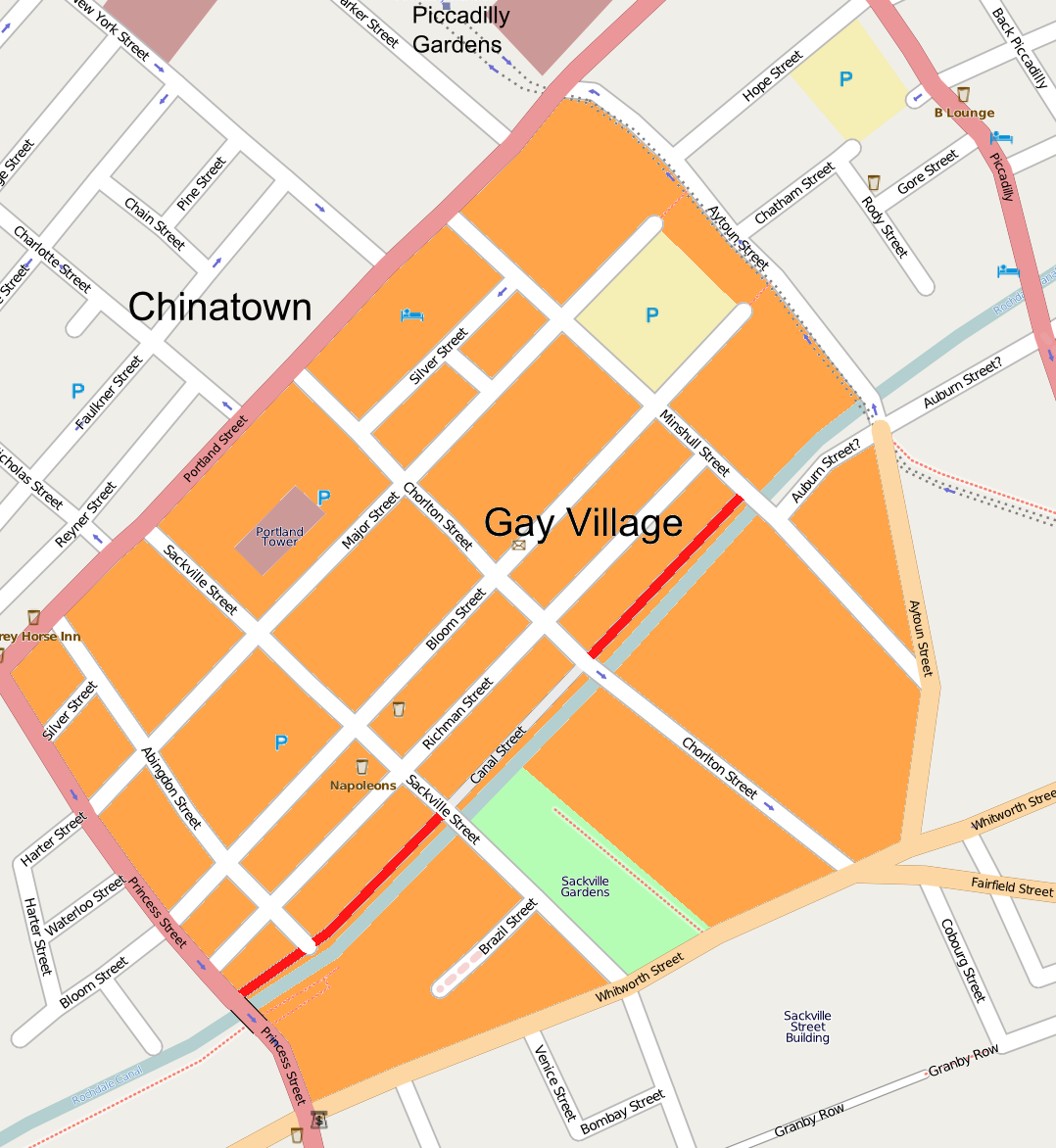
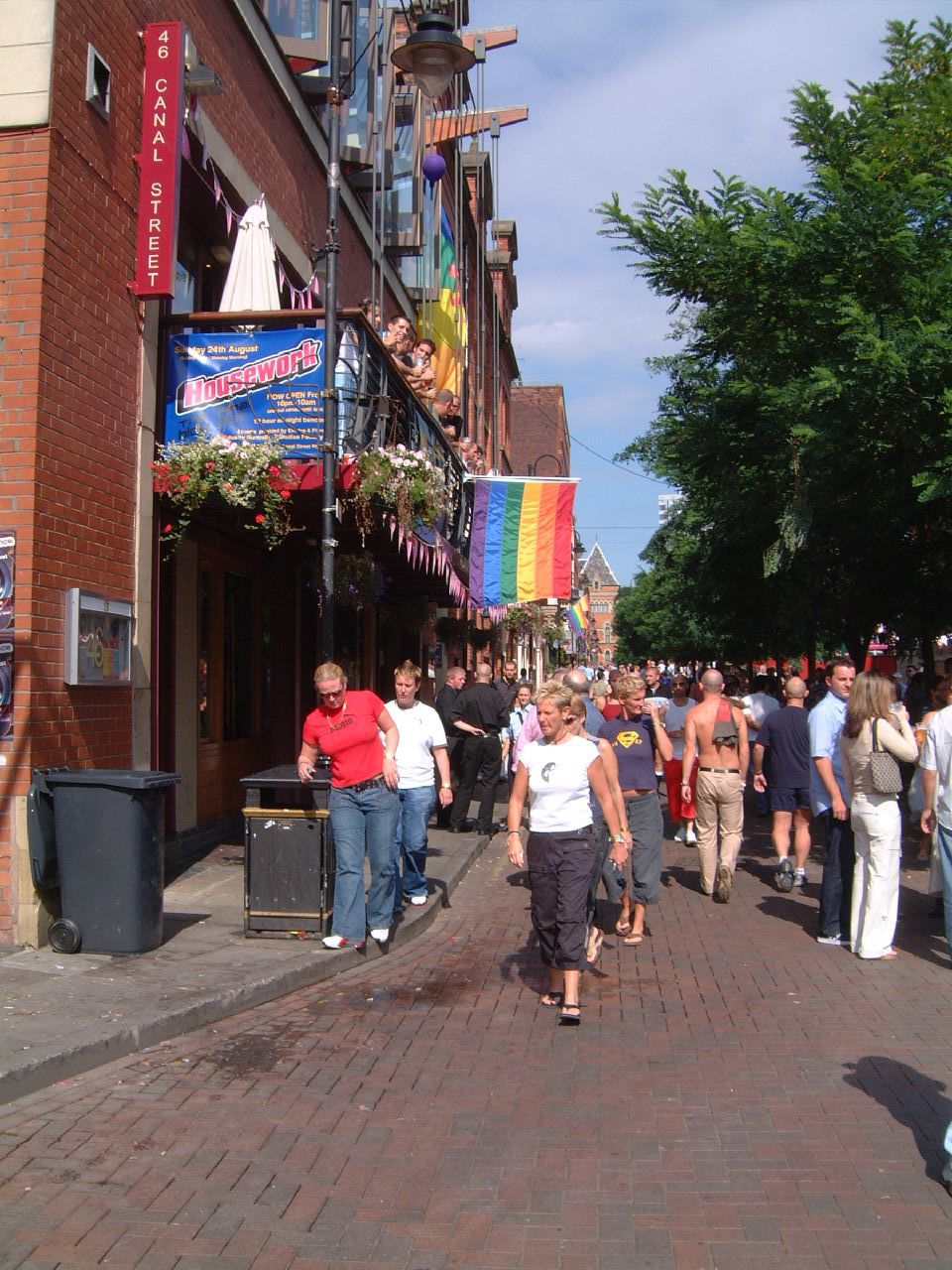
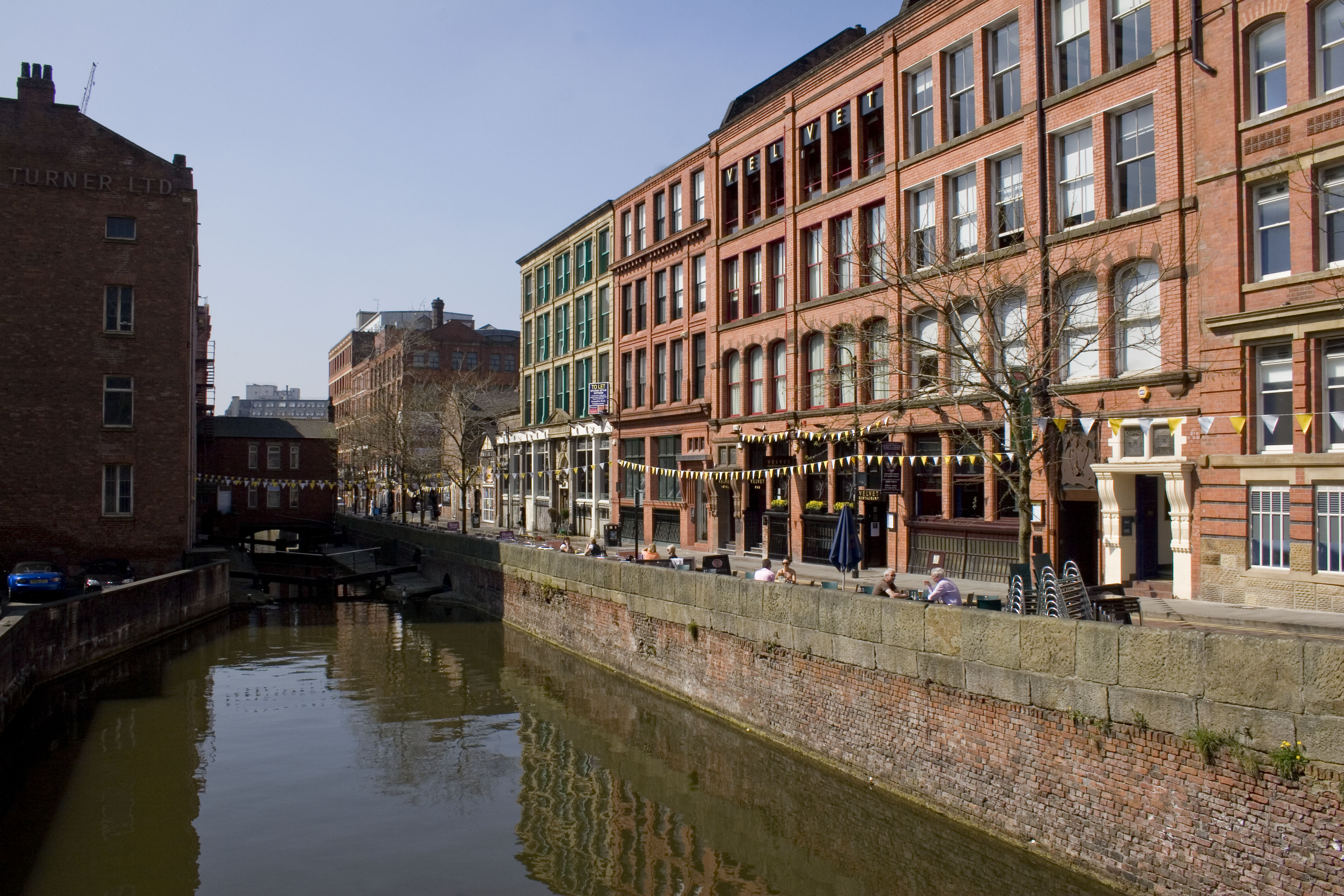
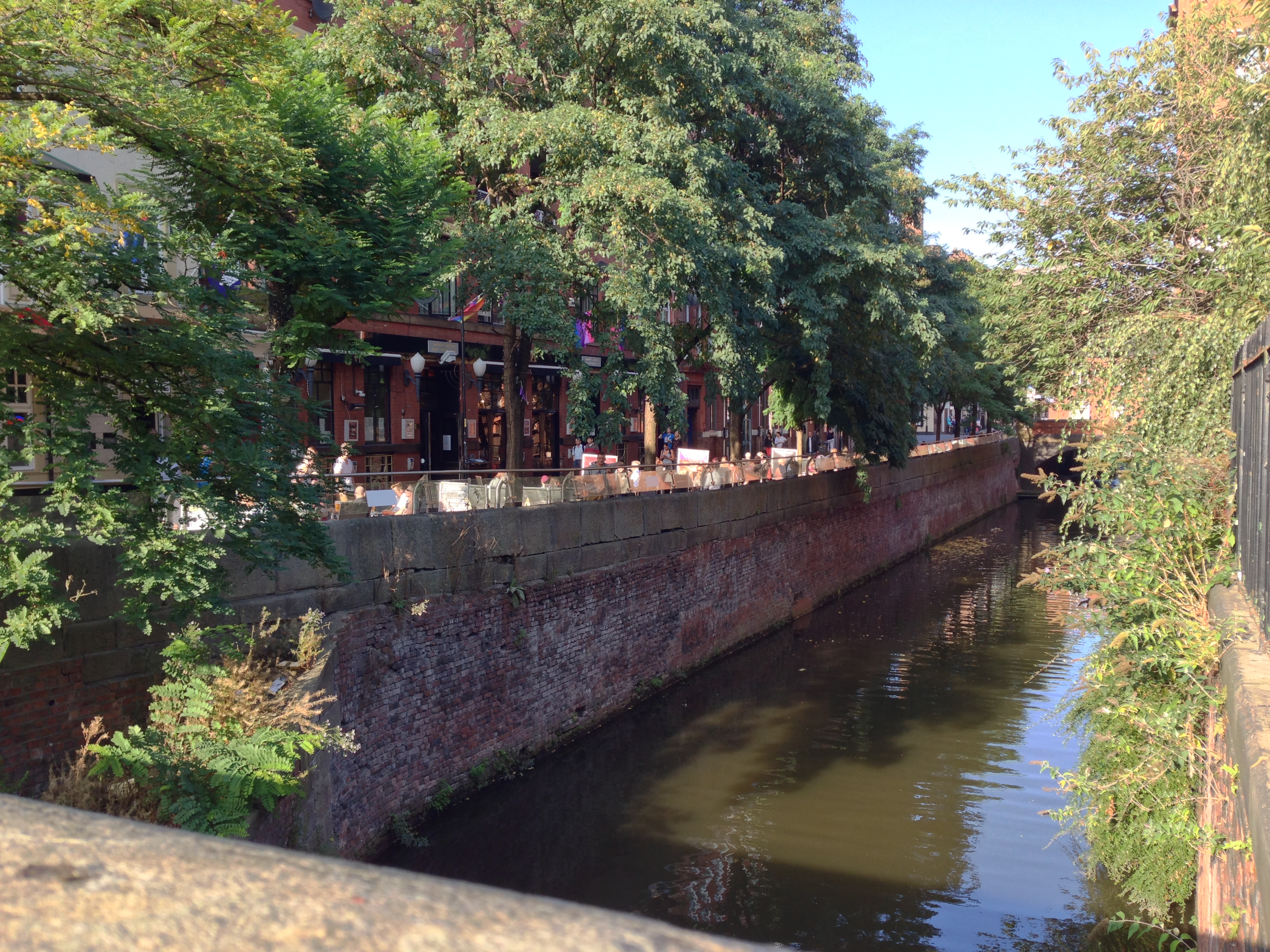